# Obesotoma uchidai
Obesotoma uchidai é uma espécie de gastrópode do gênero Obesotoma, pertencente a família Mangeliidae.